# Quantilsregression

Beispiel für die Quantilsregression

Als Quantilsregression wird eine Methode zum Schätzen der Parameter eines linearen Regressionsmodells bezeichnet. Im Gegensatz zur Kleinste-Quadrate-Schätzung, die den Erwartungswert der Zielgröße schätzt, ist die Quantilsregression dazu geeignet, ihre bedingten Quantile zu schätzen. Die Quantilsregression ist somit eine Möglichkeit durch die Betrachtung anderer Eigenschaften der Zielgrößenverteilung, den dem klassischen linearen Modell unterliegenden Fokus auf den Erwartungswert der Zielgröße aufzugeben. Die Median-Regression stellt einen Spezialfall der Quantilsregression dar.

## Optimierungsproblem

Pinball-Verlustfunktion mit. Für beträgt der Fehler, für beträgt er.

Sei {\displaystyle Y} eine reelle Zufallsvariable mit Verteilungsfunktion {\displaystyle F_{Y}(y)=P(Y\leq y)}, dann entspricht das (bedingte) {\displaystyle \tau }-Quantil von {\displaystyle Y}:
{\displaystyle Q_{Y}(\tau )=F_{Y}^{-1}(\tau )=\inf \left\{y\colon F_{Y}(y)\geq \tau \right\}}
mit {\displaystyle \tau \in (0,1).}
Seien {\displaystyle (\mathbf {x} _{i},y_{i})} mit {\displaystyle i\in \{1,\dots ,n\}} beobachtete Paare von unabhängigen Variablen {\displaystyle \mathbf {x} _{i}} und zugehörigen abhängigen Variablen {\displaystyle y_{i}}. Das Regressionsmodell wird als {\displaystyle y_{i}=\mathbf {x} _{i}^{\top }{\boldsymbol {\beta }}+\varepsilon _{i}} beschrieben, wobei prinzipiell auch nichtlineare Zusammenhänge angenommen werden können. Die optimalen Regressionsparameter können durch die folgende empirische Risikominimierung bestimmt werden:
{\displaystyle {\hat {\boldsymbol {\beta }}}_{\tau }=\arg \min _{\beta _{\tau }}\sum _{i=1}^{n}w_{\tau }(y_{i},\eta _{i,\tau })|y_{i}-\mathbf {x} _{i}^{\top }{\boldsymbol {\beta }}_{\tau }|}.
Hierbei entspricht {\displaystyle \eta _{i,\tau }=\mathbf {x} _{i}^{\top }{\boldsymbol {\beta }}_{\tau }} dem linearen Prädiktor. Die Verlustfunktion entspricht der geneigten absoluten Abweichung:
{\displaystyle w_{\tau }(y_{i},\eta _{i,\tau })={\begin{cases}1-\tau &{\textrm {falls}}\quad y_{i}<\mathbf {x} _{i}^{\top }{\boldsymbol {\beta }}_{\tau }\\\tau &{\textrm {falls}}\quad y_{i}\geq \mathbf {x} _{i}^{\top }{\boldsymbol {\beta }}_{\tau }\end{cases}}.}
Aufgrund ihres Aussehens wird die Verlustfunktion auch pinball loss genannt.
Das Optimierungsproblem kann mit typischen Optimierungsalgorithmen gelöst werden.
Beachte, dass die Unsicherheit extremer Quantile tendenziell größer ist, da die Wahrscheinlichkeitsdichte {\displaystyle f} der zugrundeliegenden Verteilung dort sehr kleine Werte annimmt, siehe Empirisches Quantil#Eigenschaften:
{\displaystyle {\text{Empirisches p-Quantil}}\sim {\mathcal {N}}\left(\mu =p,\sigma ^{2}={\frac {p(1-p)}{Nf(x_{p})^{2}}}\right),}
wobei {\displaystyle p} das Quantil ist, {\displaystyle N} die Stichprobengröße und {\displaystyle x_{p}=F^{-1}(p)} der Wert der Zufallsvariable beim p-Quantil.

## Erweiterungen

### Zensierte Daten
Für unzensierte Daten kann die normale Quantilsregression (mit Zielvariable Ereigniszeit) ebenso wie die nichtparametrische Ereigniszeitanalyse benutzt werden um die bedingten empirischen Quantile zu schätzen: bei der Ereigniszeitanalyse wird die (bedingte) Überlebensfunktion {\displaystyle S} geschätzt und aus dieser kann der bedingte Quantilsschätzer direkt abgelesen werden.

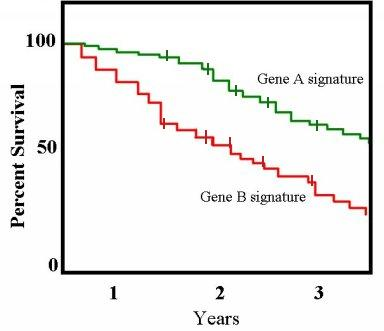
Darstellung zweier Kaplan-Meier Schätzer für die Überlebenswahrscheinlichkeiten zweier Patientengruppen als Funktion der Zeit, wobei die Verteilungsfunktion der Tode ist. Das -Quantil der Tode ist bei, wobei die verallgemeinerte inverse Verteilungsfunktion der Tode ist.

Für zensierte Daten muss die Quantilsregression zur zensierten Quantilsregression erweitert werden und liefert dann eine Verallgemeinerung des Kaplan-Meier-Schätzers.

### Schätzung mehrerer Quantile
Die simultane Schätzung mehrerer Quantile mithilfe der empirischen Likelihood kann zu effizienteren Schätzer führen als wenn nur ein Quantil geschätzt wird.